# Playa Blanca (Boyacá)

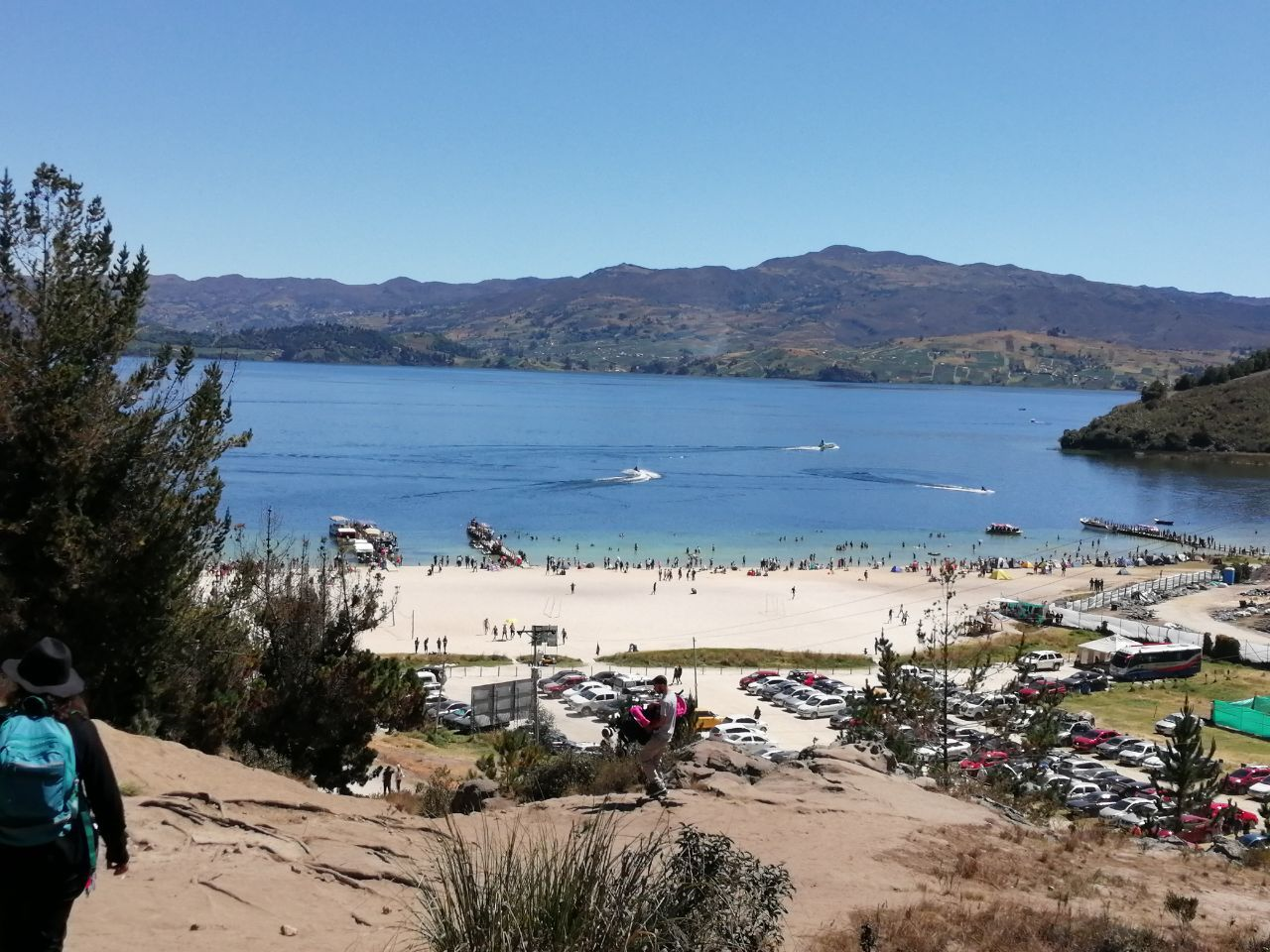
Entrada Playa Blanca. Camino Rustico.

Playa Blanca, también conocida como la Playa de Boyacá es una playa natural localizada en la bahía Blanca alrededor de la costa suroccidental del lago de Tota en el departamento de Boyacá (Colombia). Geográficamente el lugar se encuentra en la vereda La Puerta del municipio de Tota, de fácil acceso por la Avenida Perimetral del lago. Se afirma que es la más alta de las playas del hemisferio norte, y una de las más altas del mundo. 
En su territorio se han desarrollado varios episodios de gobernanza, por cuenta de su especial atractivo regional. Está situada a 3015 metros de altura sobre el nivel del mar. Es uno de los principales sitios turísticos del departamento. Pese a su belleza y potencial para el turismo, su gobernabilidad y planeamiento han sido objeto de numerosas críticas. Se señala que, el desarrollo del área está alejado de la sostenibilidad. Se encuentra ubicada a 111 km de Tunja y a 240 km de Bogotá.

## Galería

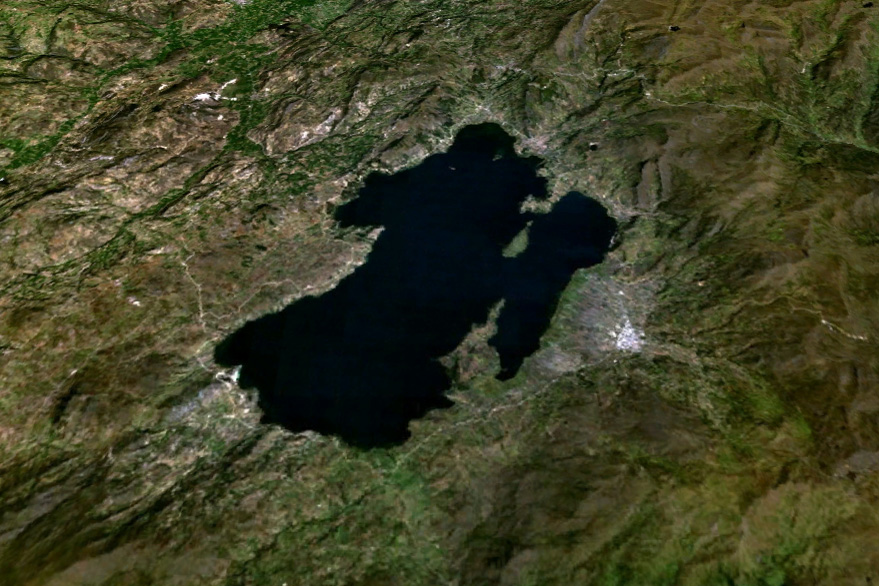
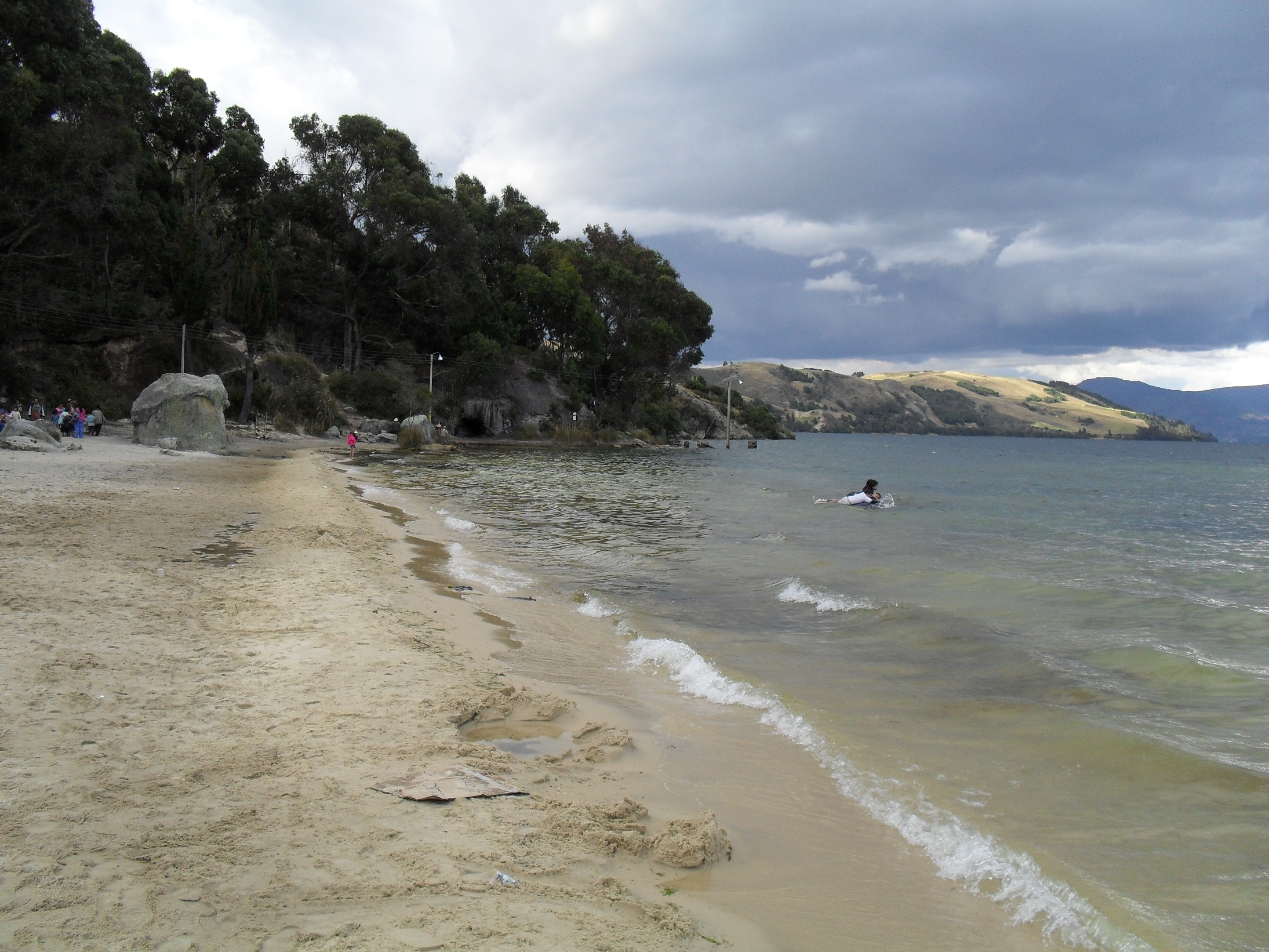
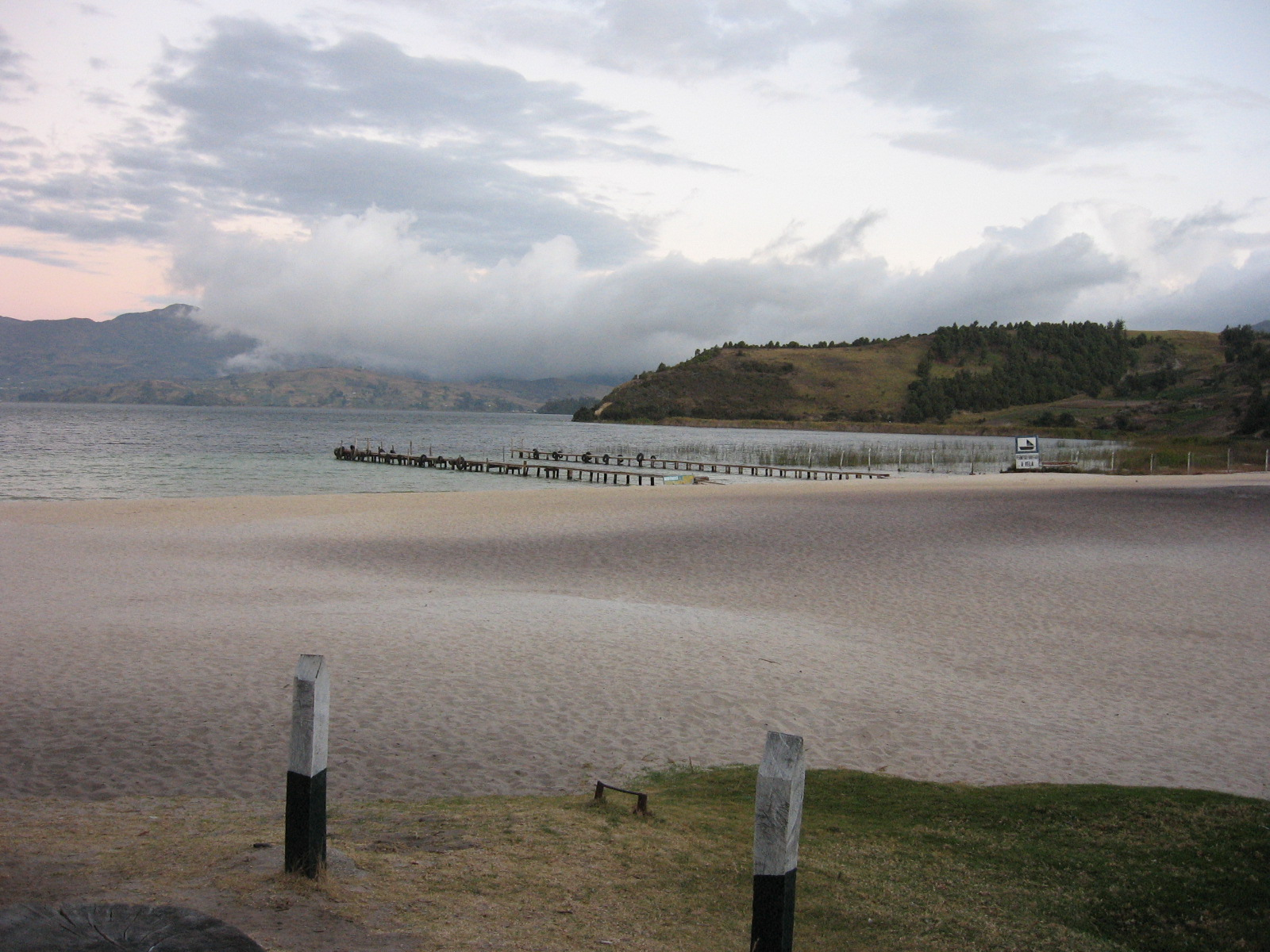
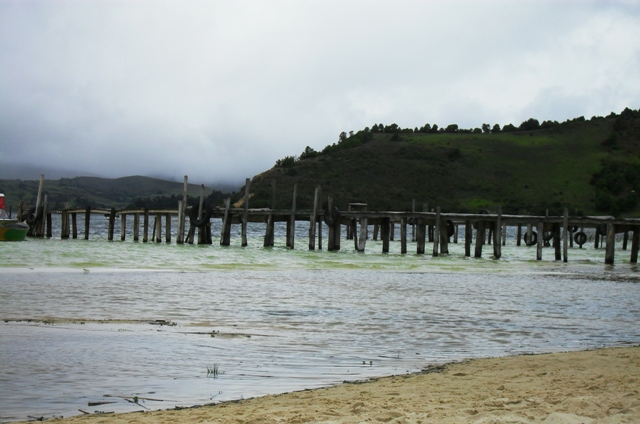